# Zheng (okres Zhou)
Zheng (chiń. 鄭) – chińskie państwo istniejące w okresie Zachodniej Dynastii Zhou, w latach 806 p.n.e. – 375 p.n.e. Państwo znajdowało się na południu od państwa Jin, oraz na wschodzie państwa Zhou. Pierwszym władcą był Huan (imię osobiste: Ji You), a ostatnim Kang (Ji Yi). Państwo upadło wraz z podbiciem przez państwo Han w 375 roku p.n.e.